# Guzmania leonard-kentiana
Guzmania leonard-kentiana är en gräsväxtart som beskrevs av Harry Edward Luther och K.F.Norton. Guzmania leonard-kentiana ingår i släktet Guzmania och familjen Bromeliaceae. Inga underarter finns listade i Catalogue of Life.